# 안나 (가수)
안나(본명: 김용주, 1993년 7월 26일 ~ )은 대한민국의 가수이다.

## 경력
- 그룹 '레이디티' 멤버